# Jack Fincher
Pour les articles homonymes, voir Fincher.
Howard Kelly "Jack" Fincher, né le 6 décembre 1930 et mort 10 avril 2003 est un scénariste et journaliste américain. Il a écrit pour divers magazines et périodiques, notamment en tant que chef du bureau  du magazine Life à San Francisco. Il est le père du réalisateur David Fincher.

## Biographie
Fincher est né dans la ville de Bonham au Texas. Il est le fils de Grace Mae (Hutcheson) et Murlin Jackson Fincher, et a été élevé dans l'Oklahoma. Après avoir obtenu son diplôme d'études secondaires en 1949, Fincher a passé deux ans à l'Université de Tulsa, écrivant également pour le Tulsa World. Il s'est ensuite engagé dans l'United States Air Force. En 1960, il épouse Claire Mae Boettcher, une Infirmier de secteur psychiatrique du Dakota du Sud qui travaille dans des programmes de toxicomanie ; leur fils est le réalisateur acclamé David Fincher. En 1964, alors que David a deux ans, la famille déménage de Denver, dans le Colorado, à San Anselmo, en Californie, où le cinéaste George Lucas est l'un de leurs voisins.
Fincher a déjà écrit un biopic sur Howard Hughes avant que son scénario ne soit finalement fusionné avec le projet qui est devenu Aviator à la place. Il est également l'auteur de The Brain: Mystery of Matter and Mind,. Il a écrit le scénario de Mank, un film biographique sur le scénariste Herman J. Mankiewicz, qui lui a valu une nomination au Golden Globes. Initialement prévu pour être tourné à la fin des années 1990, le scénario n'a pas été produit avant que son fils David ne commence le tournage en 2019. Avec Gary Oldman dans le rôle-titre, le film sort sur Netflix en 2020, et reçoit un accueil positif. Le scénario vaut à Fincher une nomination posthume au British Academy Film Award du meilleur scénario, 16 ans après sa mort.
Jack Fincher est décédé à Los Angeles le 10 avril 2003 à l'âge de 72 ans, après une lutte d'un an contre le cancer,.